# Nozze di Cana (Veronese)
Nozze di Cana è un dipinto di Paolo Caliari detto il Veronese del 1563, custodito al Louvre di Parigi.

## Storia
Veronese dipinse l'opera su incarico ricevuto il 6 giugno 1562 in cui gli si chiedeva di decorare con una tela la parete di fondo del refettorio benedettino del Monastero di San Giorgio Maggiore, progettato da Andrea Palladio sull'Isola di San Giorgio Maggiore: il pittore aveva già collaborato con successo con l'architetto negli affreschi del 1560-1561 a Villa Barbaro, e la grande intesa fra i due fu determinante per il formidabile risultato finale, la cui enorme fama si diffuse presto per tutta Europa. 
Nel 1797 l'opera fu oggetto delle spoliazioni napoleoniche della Repubblica di Venezia: la grande tela fu smontata dalla parete l'11 settembre di quello stesso anno, tagliata in sette pezzi per consentirne il trasporto e ricomposta a Parigi.
Nel 1815, a seguito del Congresso di Vienna,  la Francia fu costretta a restituire varie opere alienate, ma la tela delle Nozze di Cana fu trattenuta a Parigi dal diplomatico responsabile Dominique-Vivant Denon poiché falsamente dichiarata in stato troppo precario per affrontare il viaggio di ritorno; in cambio, offrì Il convito dal fariseo con la Maddalena ai piedi di Gesù di Charles Le Brun, un'opera minore che venne accettata dal funzionario austriaco del tempo ed è oggi conservata nei depositi delle Gallerie dell'Accademia di Venezia.
In virtù dello scambio del 1815, la Francia si ritiene legalmente in possesso dell'opera. Nel 1994 Francesco Sisinni, allora direttore generale del Ministero dei Beni Culturali, considerando l'accordo iniquo e legalmente discutibile, riteneva che ci fossero ormai le condizioni culturali e tecniche adeguate per il rientro delle Nozze di Cana a Venezia e le richiese indietro, inutilmente. Nel 2010 Ettore Beggiatto, già assessore regionale del Veneto ai lavori pubblici e consigliere regionale per quindici anni, scrisse una lettera all'allora première dame Carla Bruni per sollecitare il ritorno dell'opera, anche in questo caso senza successo.
Nel 2007 per iniziativa della Fondazione Cini, che ha sede nell'ex-monastero, una copia dell'opera è stata collocata in luogo dell'originale nell'antico refettorio; la copia è stata realizzata con sofisticate tecniche digitali per ottenere un clone perfettamente identico.

## Descrizione e stile

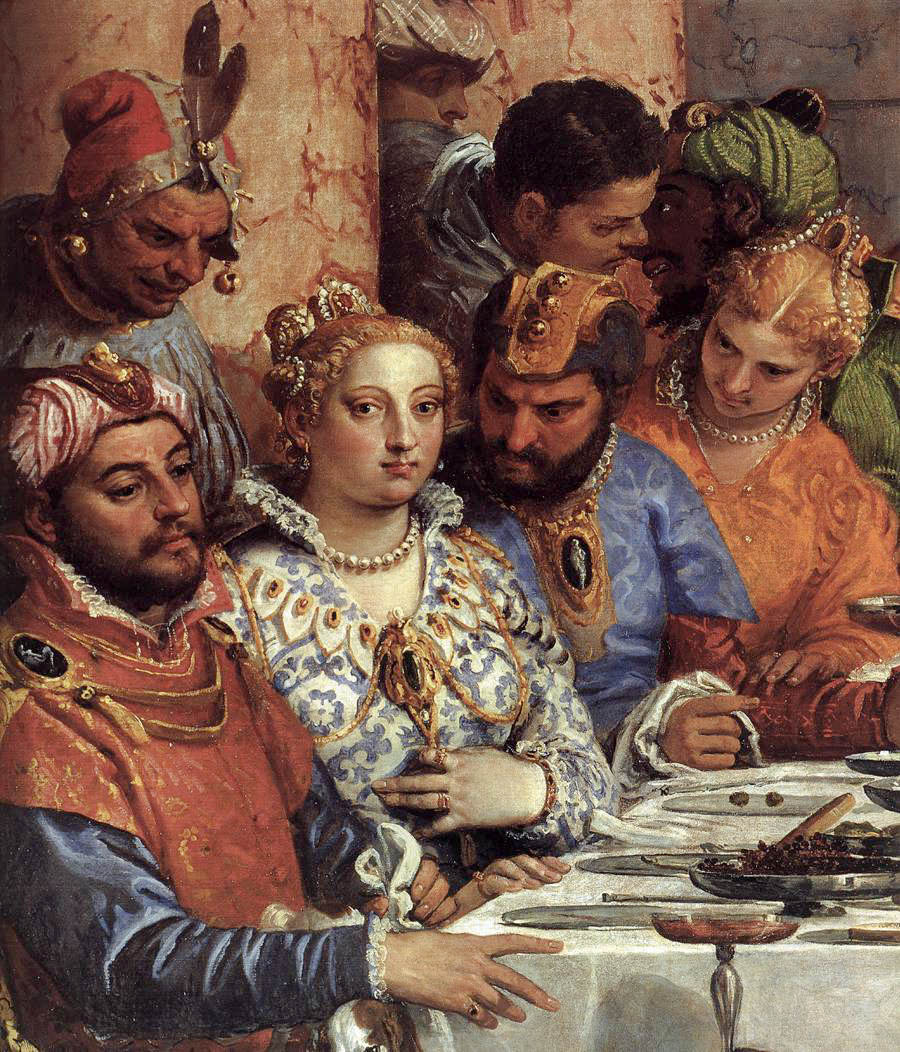
Galleria di possibili ritratti fra gli ospiti del dipinto.

Il dipinto illustra il noto episodio contenuto nel Vangelo secondo Giovanni, quello con Gesù che operò miracolosamente la tramutazione dell'acqua in vino durante un matrimonio a Cana. La scena è ricca di particolari e mostra nella sua ambientazione una commistione di dettagli antichi e contemporanei.
Il pittore colloca l'episodio in uno spazio architettonico d'ispirazione classica, composto da un cortile aperto verso lo spettatore e chiuso a destra e sinistra da due vasti colonnati e sul retro da una zona rialzata cinta da una balaustra. Sullo sfondo, una torre si staglia su cielo azzurro attraversato da alcune nuvole bianche. La prospettiva è centrale e lo spazio perfettamente simmetrico, a parte per la torre posta in posizione decentrata.
Nel cortile è posta trasversalmente la tavolata, al centro della quale siede Cristo vicino alla madre, entrambi ritratti composti e calmi; Gesù guarda fisso verso l'osservatore della tela. Attorno a loro si muovono numerosi personaggi, sia ospiti seduti a mangiare sia lavoratori come musicisti e camerieri, ma tutti vestiti con abiti sontuosi ed eleganti, dai colori brillanti e motivi ricercati.
Secondo vari studi e interpretazioni dei critici, numerosi personaggi storici sarebbero riconoscibili negli ospiti ritratti da Veronese; in particolare, vengono tradizionalmente riconosciuti il Veronese stesso e Tiziano in due dei musicisti al centro della scena, rispettivamente l'uomo vestito di bianco con la viola da gamba e quello con una tunica rossa e il contrabbasso, mentre il musicista seduto dietro l'uomo in bianco con la viola da gamba potrebbe essere Diego Ortiz, teorico musicale e maestro di cappella del Regno di Napoli. Fra gli altri possibili personaggi storici riconosciuti dagli studiosi vi sono Eleonora d'Asburgo, Francesco I di Francia, Maria I d'Inghilterra, Solimano il Magnifico, Vittoria Colonna, Carlo V, Marcantonio Barbaro, Daniele Barbaro, Giulia Gonzaga, Reginald Pole, Triboulet e Mehmed Pascià Sokolovič.
All'opera, già preceduta dalla Cena in casa di Simone della Galleria Sabauda di Torino, seguirono nei decenni successivi diverse altre "cene", considerabili varianti di questa e spesso di dimensioni ridotte, come la Cena in casa di Simone della Pinacoteca di Brera a Milano, la tela del medesimo soggetto custodita alla Reggia di Versailles e il Convito in casa di Levi delle Gallerie dell'Accademia a Venezia.